# ОФК Вршац
Омладински фудбалски клуб Вршац је српски фудбалски клуб из Вршца. Од сезоне 2022/2023  се такмичи у Првој лиги Србије, другом рангу такмичења.

## Историја
Клуб је основан 2. априла 2007. године и то под називом Вршац јунајтед. Сениорски тим је такмичење почео од сезоне 2007/08. у Општинској лиги Вршац-Бела Црква. Прву званичну утакмицу сениори су одиграли 2. септембра 2007. године, а у питању је било гостовање екипи Омладинца из Загајице.  Дана 12. децембра 2017. године клуб је променио име у ОФК Вршац. 
У сезони 2017/18. у Војвођанској лиги Исток освојили су прво место и пласирали се у Српску лигу Војводина. У трећем рангу такмичења Вршац је напредовао из сезоне у сезону и коначно у сезони 2021/22. освојио прво место и остварио историјски успех пласманом у Прву лигу Србије.

## Новији резултати
| Сезона   | Ранг | Лига                   | Позиција | ИГ | Д  | Н  | П  | ГД | ГП | ГР  | Бод | Куп                  |
| -------- | ---- | ---------------------- | -------- | -- | -- | -- | -- | -- | -- | --- | --- | -------------------- |
| 2013/14. | 4    | Војвођанска лига Исток | 3.       | 30 | 16 | 4  | 10 | 50 | 36 | +14 | 52  | Није се квалификовао |
| 2014/15. | 4    | Банатска зона          | 6.       | 30 | 11 | 10 | 9  | 32 | 32 | 0   | 43  | Није се квалификовао |
| 2015/16. | 4    | Банатска зона          | 5.       | 30 | 14 | 5  | 11 | 43 | 38 | +5  | 47  | Није се квалификовао |
| 2016/17. | 4    | Војвођанска лига Исток | 5.       | 30 | 12 | 7  | 11 | 47 | 48 | -1  | 43  | Није се квалификовао |
| 2017/18. | 4    | Војвођанска лига Исток | 1.       | 30 | 21 | 7  | 2  | 73 | 28 | +45 | 30  | Није се квалификовао |
| 2018/19. | 3    | Српска лига Војводина  | 7.       | 32 | 12 | 7  | 13 | 36 | 36 | 0   | 43  | Није се квалификовао |
| 2019/20. | 3    | Српска лига Војводина  | 4.       | 17 | 9  | 2  | 6  | 28 | 23 | +5  | 29  | Није се квалификовао |
| 2020/21. | 3    | Српска лига Војводина  | 2.       | 38 | 23 | 8  | 7  | 71 | 34 | +37 | 77  | Није се квалификовао |
| 2021/22. | 3    | Српска лига Војводина  | 1.       | 28 | 18 | 5  | 5  | 60 | 33 | +27 | 59  | Није се квалификовао |
| 2022/23. | 2    | Прва лига Србије       | 10.      | 37 | 13 | 9  | 15 | 39 | 42 | -3  | 48  | Није се квалификовао |
| 2023/24. | 2    | Прва лига Србије       | 9.       | 37 | 14 | 11 | 12 | 33 | 31 | +2  | 53  | Четвртфинале         |
| 2024/25. | 2    | Прва лига Србије       | 7.       | 37 | 13 | 10 | 14 | 34 | 39 | -5  | 49  | Шеснаестина финала   |
| 2025/26. | 2    | Прва лига Србије       | —        | —  | —  | —  | —  | —  | —  | —   | —   | —                    |

## Галерија
- Градски стадион
- Градски стадион
- Градски стадион
- Градски стадион
- Помоћни терен
- Помоћни терен
- Градски стадион
- Градски стадион